# ترابری در قزوین
شبکه حمل و نقل قزوین در دو بخش درون شهری و برون شهری، شبکه ای پیچیده و منظم از ۷۳۳ کیلومتر راه‌های ارتباطی، ۲۳ خط اتوبوسرانی، ۶ هزار تاکسی درون شهری، تراموا، مسیرهای دوچرخه سواری، ۳ ایستگاه راه آهن، فرودگاه و مترو است ؛ که باعث شده این استان شاهراه ارتباطی غرب کشور لقب بگیرد.

## سامانه حمل و نقل درون شهری

### اتوبوسرانی
برای مشاهده مسیر های مسافربری قزوین ، فهرست خطوط اتوبوسرانی قزوین را ببینید.
سازمان اتوبوسرانی قزوین و حومه در سال ۱۳۷۰ تأسیس گردید. این سازمان تا ۲۲ کیلومتری اطراف قزوین را تحت پوشش خود دارد. اتوبوس‌ها، مینی بوس‌ها و سرویس مدارس شهر قزوین زیر نظر این سازمان فعالیت می‌کنند.
در حال حاضر این سازمان دارای ۲۳ خط اتوبوسرانی در سطح شهر قزوین می‌باشد .

### تاکسیرانی
سازمان مدیریت و نظارت بر تاکسیرانی قزوین در شهریور ماه سال ۱۳۷۶ تشکیل شد؛ و وظیفه اش سامان دهی و کنترل تاکسی‌های شهر قزوین است. در حال حاضر ۶ هزار تاکسی در سطح شهر قزوین وجود دارد که روزانه ۳۵۰ هزار نفر را جا به جا می‌کنند .

### تراموا ( کنسل شده است )
جهت کنترل ترافیک در هسته مرکزی و تجاری شهر قزوین خط یک تراموای این شهر در خیابان امام خمینی اجرایی می‌شود.

### دوچرخه
مردم قزوین از دیرباز دوچرخه را به عنوان وسیله حمل و نقل استفاده می‌کردند، به طوری که اولین گواهینامه دوچرخه سواری در سال ۱۳۴۳ در این شهر صادر شد. هم چنین بر اساس پژوهش‌های انجام شده توسط وزارت کشور شهر قزوین به لحاظ شبکه معابر و شیب طولی خیابان‌ها برای دوچرخه سواری مناسب است. به همین دلیل شهرداری قزوین در حال ساخت دستگاه مکانیزه کرایه دوچرخه در سطح شهر می‌باشد .

### معابر شهری

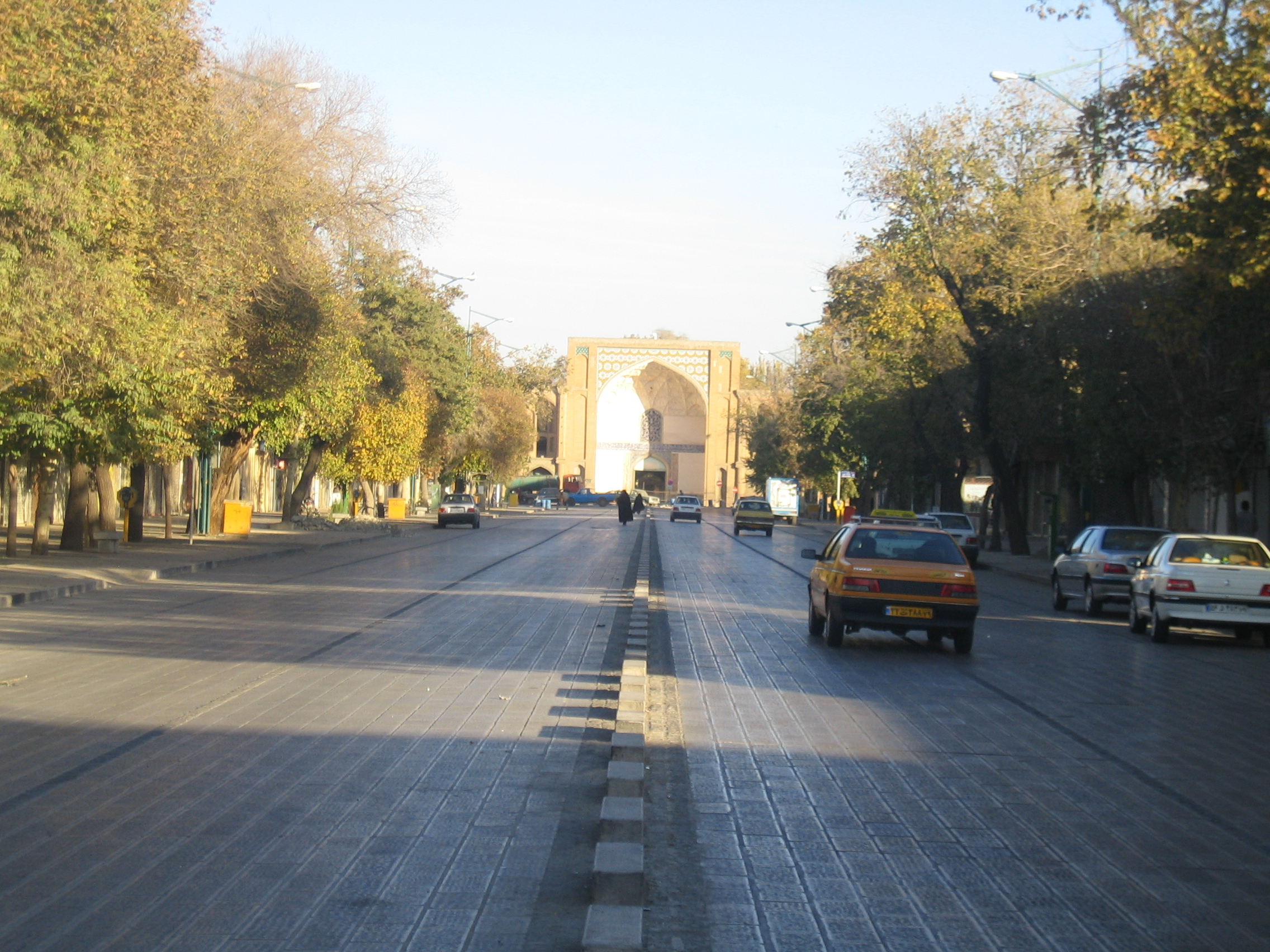
خیابان سپه ، اولین خیابان ایران

#### تاریخچه معابر قزوین
قزوین همواره در توسعه معابر پیشگام بوده‌است ؛ به طوری که اولین خیابان ایران، خیابان سپه در زمان شاه طهماسب صفوی در مقابل دارالسلطنه و بنای عالی قاپو احداث گردید و تا مسجد جامع امتداد داشت. در زمان ناصرالدین شاه، سعدالسلطنه حاکم وقت قزوین خیابان سپه را تا خیابان تهران قدیم امتداد داد. و با رسیدن خط راه آهن به قزوین بخشی از بنای کاروانسرای سعدالسلطنه را تخریب کردند و این خیابان را تا ایستگاه راه‌آهن در جنوب شهر امتداد دادند . پس از آن در زمان انقلاب مشروطه به سال۱۲۸۸ خورشیدی با ورود مجاهدین به قزوین بخشی از معابر و بازار این شهر توسعه یافت. با آمدن دکتر شیخ به قزوین خیابان رشت را از وسط باغ چهلستون امتداد دادند و به باغشاه ( خیابان فردوسی کنونی ) متصل کردند. خیابان‌های قزوین تا قبل از سال ۱۳۱۰ بدین شرح بوده‌است : پهلوی، پیغمبریه، تبریز، تهران، حکم آباد، خیام، سعدی، سپه، سلامگاه، شاهپور، شهرداری، عبید زاکانی، مولوی، فردوسی و نادری که بجز خیابان‌های مولوی، سلامگاه، تبریز، حکم آباد و خیابان سپه (از خیابان تهران تا ایستگاه) مابقی خیابان‌ها نهرسازی و آسفالت شده بوده‌اند.

#### تقاطع های مهم
بنا بر طرح تفضیلی شهر قزوین، باید تا سال ۱۴۰۰ خورشیدی ۲۷ تقاطع غیر هم سطح در این شهر احداث گردد؛ که شهرداری قزوین عملیات اجرایی ۱۳ پل را به‌طور هم زمان آغاز کرده و تا سال ۱۳۹۱، شش تقاطع را به بهره‌برداری رسانده است.
- تقاطع غیر هم سطح نصر [۱۳]
- تقاطع غیر هم سطح سرداران[۱۳]
- تقاطع غیر هم سطح ۷ دی [۱۴]
- تقاطع غیر هم سطح ۹ دی [۱۵]
- تقاطع غیر هم سطح ارتباطات [۱۳]
- تقاطع غیر هم سطح ولایت [۱۶]

## سامانه حمل و نقل برون شهری

### ترمینال

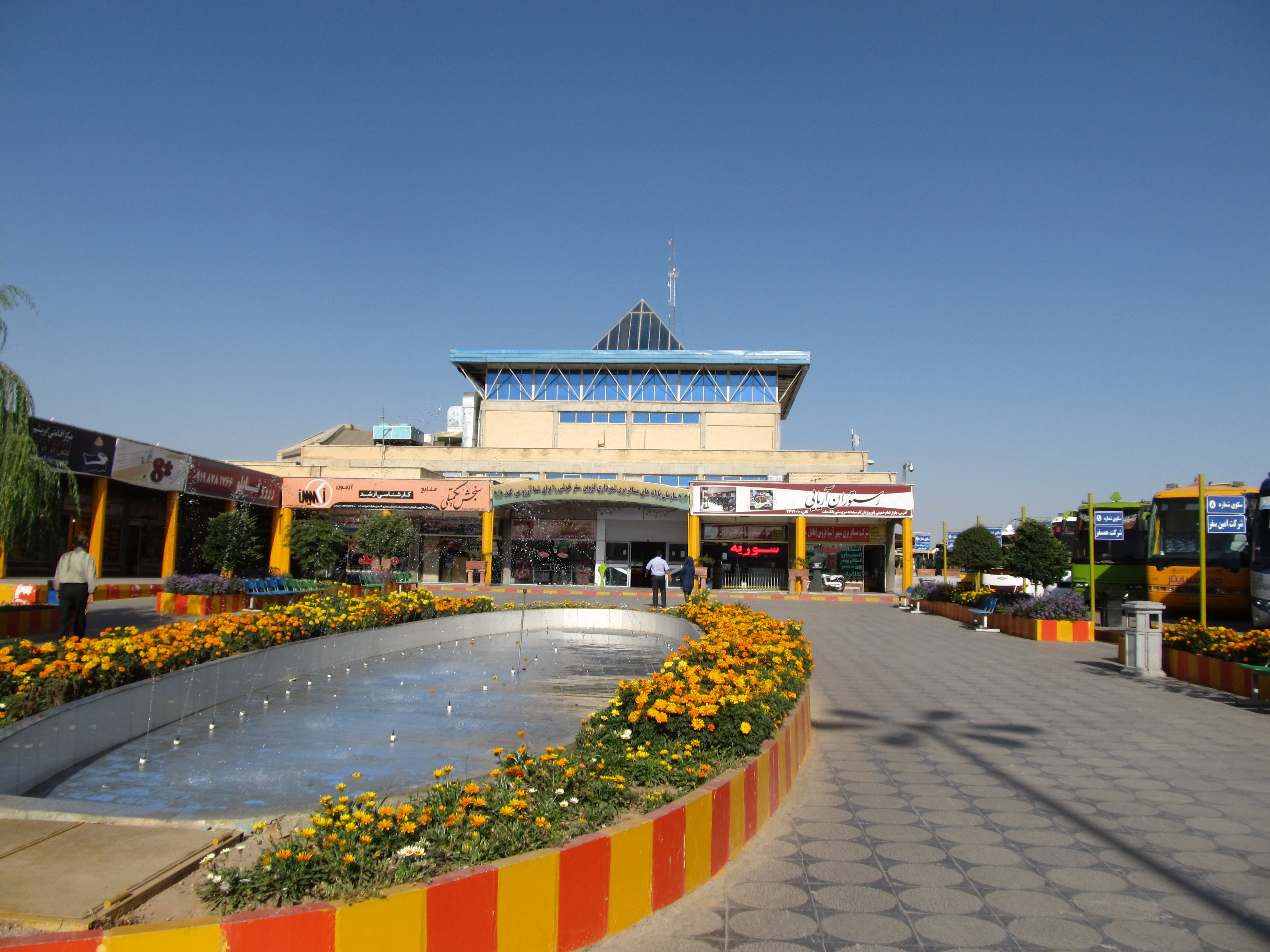
ترمینال آزادگان - محور شرق ؛ قزوین

اولین ترمینال مسافربری قزوین در سال ۱۳۲۰ (ه.ش) با نام سـرای غیـاث نظام تأسیس شد که بعدها به گاراژ "تهران سیر" معروف گـردید . این گاراژ قدیمی‌ترین گاراژ قزوین بوده‌است . پس از آن ۴ دفتر مسافربری به نام‌های دفتر ایـران غرب (روبروی بازار قدیمی قزوین) ـ قزوین تـور (گاراژ زعفرانی ـ روبـروی مسجدالنبی(ص) ) ـ تهـران سیر (میـدان آزادی) ـ دفتر طهماسبی (خیابان امام (ره)) در قزوین تأسیس شد که وظیفه حمل و نقل مسافران را بر عهده داشتند
. بعد از انقلاب دو دفتر طهماسبی و اتوفردوسی (تهران سیر) به ترمینال شهرداری واقع در میدان ولیعصر منتقل گردیدند ؛ و در مهرماه ۱۳۷۸ سازمان پایانه‌های مسافربری شهرداری قزوین تأسیس گردید.
در حال حاضر شهر قزوین دارای دو ترمینال مسافربری در محورهای شرق و غرب می‌باشد  . ترمینال آزادگان با مساحت ۲۷ هزار و ۹۹۶ مترمربع در محور شرق قرار دارد و ترمینال غرب قزوین به مساحت ۸ هزار و ۳۲۸ متر در محور غرب فعالیت می‌کند.

### راه آهن

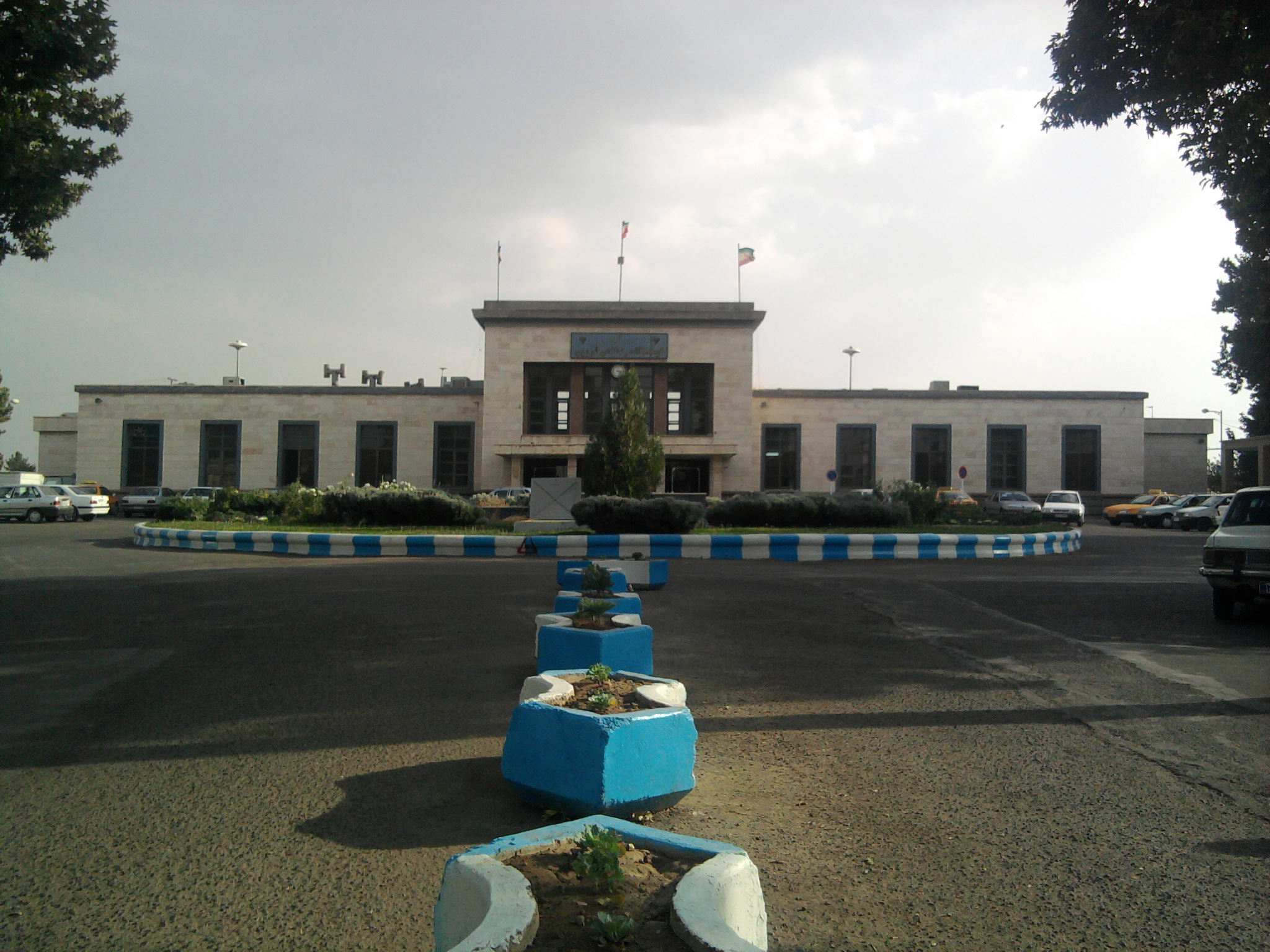
ایستگاه راه آهن قزوین

اولین خط راه‌آهن در ۱۸ اسفندماه ۱۳۱۸ به قزوین رسید و در بیست و هفتم همان ماه مورد بهره‌برداری قرار گرفت. اکنون نیز با توجه به قرار گرفتن قزوین در شاهراه مبادلاتی کشور این استان در مسیر راه آهن تهران به شمال غرب کشور قرار گرفته‌است و در شهرهای قزوین، تاکستان و آبیک دارای ایستگاه راه‌آهن می‌باشد. همچنین راه آهن قزوین-رشت-آستارا نیز در دست احداث است که این خط آهن ایران را به کشورهای نواحی قفقاز و روسیه متصل می‌گرداند.

### فرودگاه

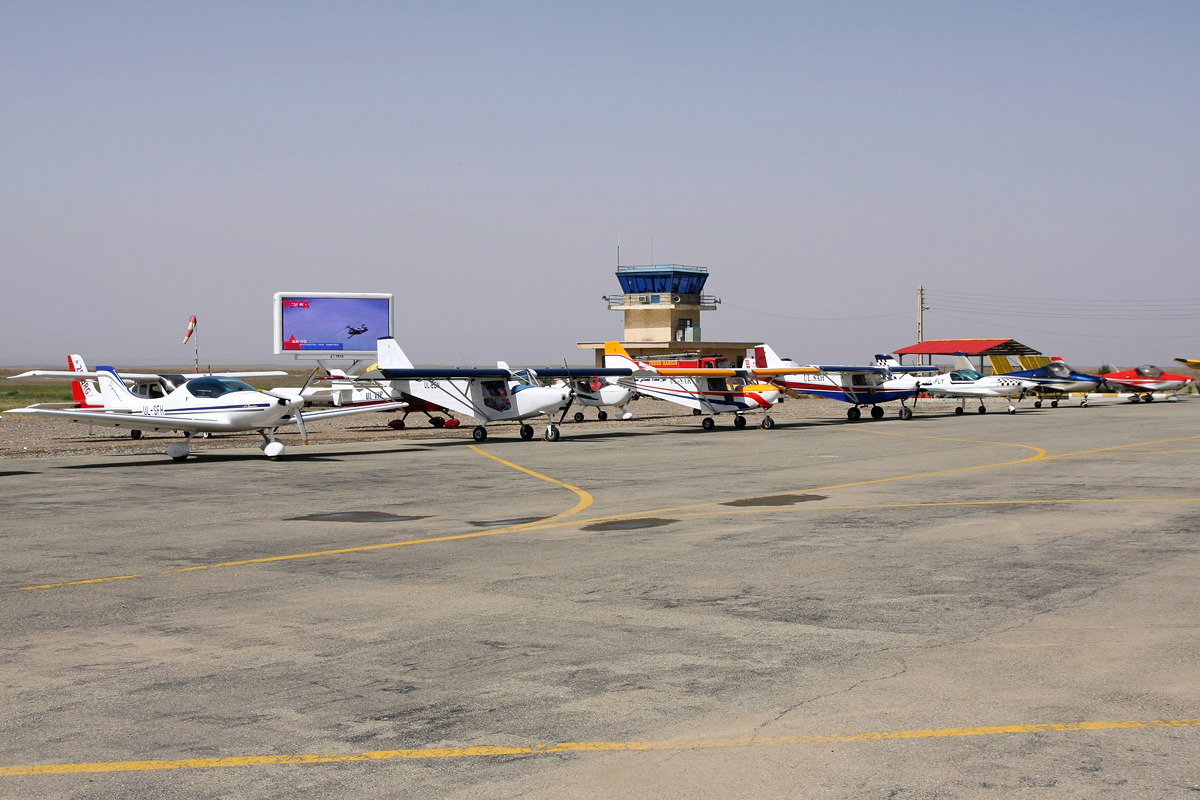
هواپیماهای سبک در فرودگاه قزوین

شهر قزوین دارای یک فرودگاه مخصوص هواپیماهای سبک و سمپاشی می‌باشد.شهرداری قزوین در راستای توسعه خطوط حمل و نقل این شهر، فرودگاه قزوین را خریداری کرده‌است. و در صدد است تا در راستای توسعه گردشگری این شهر، فرودگاه فوق را توسعه داده و به فرودگاه مسافربری تبدیل نماید.
در حال حاضر پرواز هواپیما‌های کوچک مسافربری ( مانند : فوکر ۱۰۰ ) در این فرودگاه امکان‌پذیر می‌باشد .

### مترو

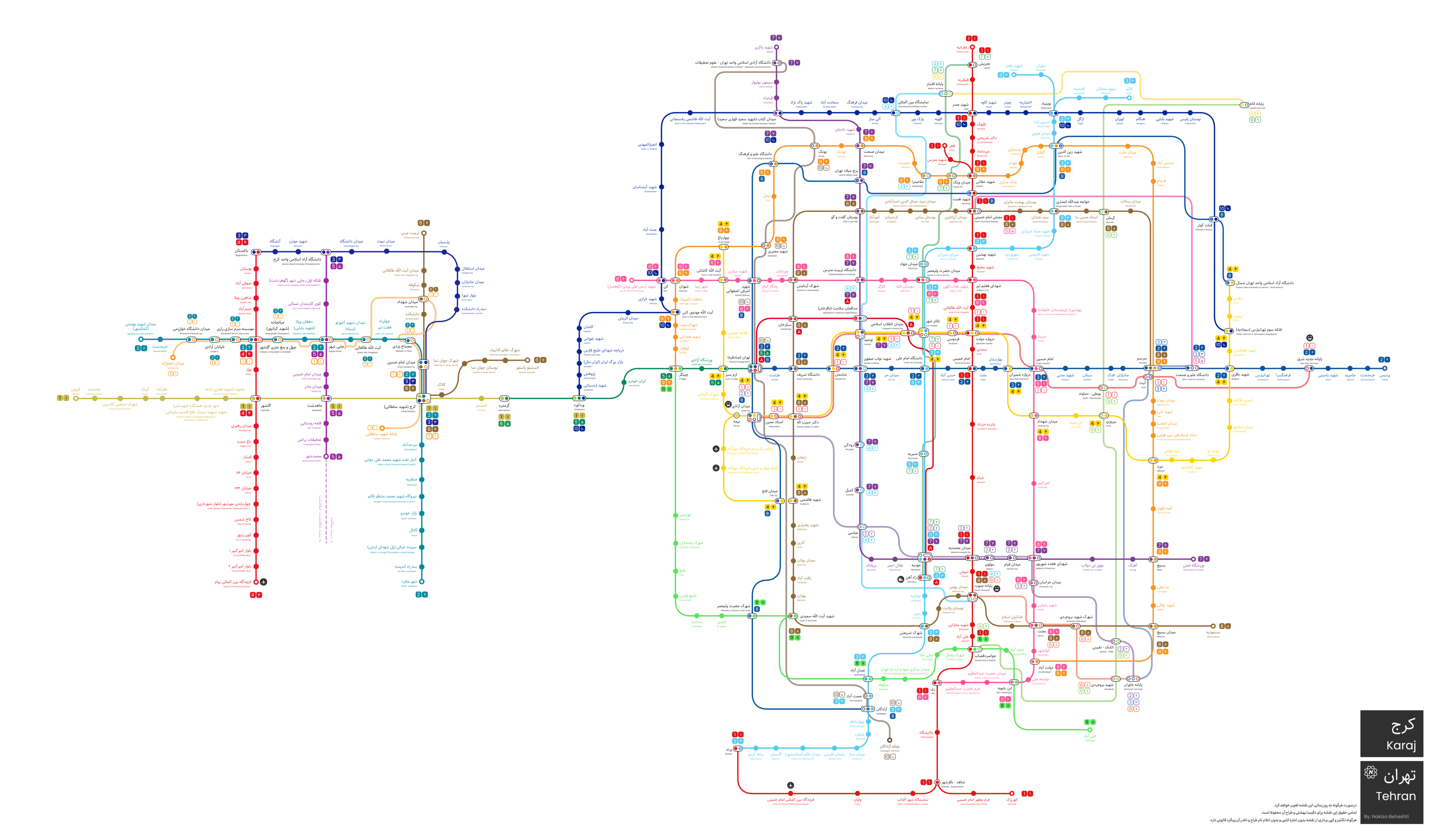
نقشه مترو کرج به قزوین

مترو قزوین به تهران در امتداد مترو تهران به کرج و هشتگرد قرار دارد. طول کل این خط از هشتگرد تا قزوین حدود ۷۰ کیلومتر بوده  و در شهرهای نظر آباد، آبیک، شهرک صنعتی کاسپین، محمدیه و قزوین ایستگاه خواهد داشت . محل عبور مترو ضلع شمالی آزادراه خواهد بود . زیر سازی‌های پیش‌بینی شده برای این پروژه سرعت ۲۰۰ کیلومتر بوده ولی به علت ضریب اطمینان قطارها با سرعت ۱۴۰ کیلومتر بر ساعت حرکت خواهند کرد. اعتبار کل پروژه ۵۰۰ میلیارد تومان است و یک شرکت چینی مسئول احداث آن می‌باشد . تا کنون ۲۰ میلیارد تومان به مطالعه و برنامه‌ریزی این خط از مترو هزینه شده و عملیات اجرایی آن از سال ۱۳۹۲ آغاز می‌شود. مدت انجام پروژه ۵ سال بوده و پیش‌بینی می‌شود در سال ۹۶ به بهره‌برداری برسد.

## معابر برون شهری

### تاریخچه معابر برون شهری

نقشه قزوین و جاده ابریشم

مسیر جاده ابریشم بعد از گذشتن از ری به قزوین می‌رسیده است . این منطقه از مناطق مهم جاده ابریشم محسوب می‌شده‌است زیرا محل تلاقی دو مسیر شرق به غرب و شمال غرب ایران بوده‌است حدود ۲۰ کاروانسرا در دشت قزوین وجود داشته که محل نگهداری کالاهای تجاری، به ویژه ابریشم بوده‌است.

### بزرگراه ها و آزاد راه ها
استان قزوین با دارا بودن بیش از ۲۱۶ کیلومتر آزادراه در مسیرهای، تهران-قزوین، قزوین-زنجان و قزوین-رشت، ۲۲۱ کیلومتر بزرگراه، ۷۰ کیلومتر راه اصلی و ۲۲۶ کیلومتر جاده بین شهری، یکی از شاهراه‌های ارتباطی کشور محسوب می‌شود.
استان قزوین ۸ استان کشور را به‌طور مستقیم پیوند می‌دهد و ۱۱ استان نیز ارتباطشان از این استان انجام می‌شود. این استان با دارا بودن تنها ۱ درصد از مساحت کشور ۱۵ درصد از آزادراه‌های کشور را در خود جای داده است.

### مهم ترین راه های ارتباطی
- آزادراه (قزوین-رشت)
- آزادراه (تهران-قزوین-زنجان)
- جاده ۳۲ (ایران)
- جاده ۳۷ (ایران)
- جاده ۳۸ (ایران)
- جاده ۴۹ (ایران)